# Kasase Kabwe
Kasase Kabwe ist ein sambischer Staatsbürger, der 2009 in London zu einem Länderspieleinsatz für die Sambische Fußballnationalmannschaft kam. 

## Länderspiel
Für ein Freundschaftsspiel zwischen Sambia und Ghana am 12. August 2009 im Stadion Brisbane Road in London standen wegen administrativer Versäumnisse (zu späte Beantragung von Visa) zunächst nur neun sambische Nationalspieler zur Verfügung, daher wurden mit Kabwe, Lyson Zulu und Lengwe Kapotwe kurzfristig drei in Großbritannien ansässige Sambier für das Spiel rekrutiert. Kabwe begann die Partie im Mittelfeld an der Seite von Stophira Sunzu, Fwayo Tembo und Given Singuluma. Er wurde entkräftet zur Halbzeit zusammen mit Kapotwe ausgewechselt, nachdem die beiden in Israel tätigen Nationalspieler Emmanuel Mayuka und William Njovu kurz vor Halbzeitpause am Stadion eingetroffen waren.